# Шефик, Денис
Де́нис Ше́фик (серб. Денис Шефик, 20 сентября 1976, Белград) — вратарь сборной Сербии (ранее — Югославии, Сербии и Черногории) по водному поло. Играет за клуб «Будванская ривьера» (Черногория).
За сборную сыграл 193 матча. Провозглашён наилучшим вратарём Европейского чемпионата по водному поло 2003 года в городе Крань (Словения). В анкете газеты «Спорт» провозглашён наилучшим спортсменом Сербии и Черногории 2004 года. Со сломанным пальцем участвовал в полуфинальном матче на Чемпионате мира в Барселоне против сборной Италии. 
Женат, имеет двоих детей.